# Paz de Crépy
La paz de Crépy-en-Laonnois, firmada el 18 de septiembre de 1544 entre Francisco I de Francia y Carlos I de España (y emperador del Sacro Imperio Romano Germánico), supuso la salida de Carlos de la guerra italiana de 1542-1546. La paz sería efímera, puesto que en 1551 se desatarían nuevamente las hostilidades entre ambas potencias firmantes.

## Antecedentes
Desde finales del siglo XV, en la península italiana se habían sucedido las Guerras Italianas, en las que Francia y España habían luchado en bandos opuestos casi todo el tiempo. En 1542 las reclamaciones sobre la soberanía del ducado de Milán volvieron a desatar las hostilidades entre Francisco I de Francia y Carlos I de España (que desde 1519 era además emperador del Sacro Imperio Romano Germánico), dando paso a la guerra italiana de 1542-1546, un conflicto extraordinariamente costoso para los participantes en él.

## El acuerdo
Los términos del acuerdo incluían:
- Carlos y Francisco cesarían las hostilidades restaurando el statu quo de 1538, año de la firma de la tregua de Niza;
- Carlos renunciaba a sus derechos sobre el ducado de Borgoña;
- Francisco renunciaba a sus derechos sobre el reino de Nápoles y los territorios de Flandes y Artois;
- El duque Carlos de Valois, duque de Angulema, hijo del rey de Francia, contraería matrimonio con la hija de Carlos María de Habsburgo o con su sobrina Ana de Habsburgo-Jagellón. En el primer caso la novia recibiría como dote los Países Bajos y el Franco Condado; en el segundo el ducado de Milán;
- Ambas partes firmantes se darían asistencia mutua contra los otomanos.

## Consecuencias
La firma de la paz de Crépy supuso la salida de Carlos de la guerra italiana de 1542-1546, pero no el fin de esta. Su aliado Enrique VIII de Inglaterra continuaría la lucha contra Francia hasta la firma del tratado de Ardres en 1546. 
La muerte de Carlos de Angulema en septiembre de 1545, imposibilitando la unión matrimonial entre ambas monarquías, dejó la paz inconclusa. 
Los conflictos en la península italiana entre ambas potencias firmantes no terminarían aquí. En 1551 el hijo y sucesor de Francisco, Enrique II de Francia, declaró nuevamente la guerra a Carlos I, dando inicio a la guerra italiana de 1551-1559.
- Datos: Q374723
- Multimedia: Treaty of Crépy / Q374723